# Gwangcheon-dong
Gwangcheon-dong (koreanska: 광천동) är en stadsdel i stadsdistriktet Seo-gu i staden Gwangju i den sydvästra delen av Sydkorea,  270 km söder om huvudstaden Seoul.